# Parco del Valentino
El Parco del Valentino (Parch dël Valentin, o simplemente ël Valentin, en piamontés) es un famoso parque público de la ciudad de Turín, Italia, situado a lo largo de las orillas del Po. Limita al este con la orilla izquierda del río Po, al norte con el Corso Vittorio Emanuele II, donde formalmente terminan los murazzi, y al oeste con el Corso Massimo D'Azeglio. Al sur se estrecha, siguiendo la Via Francesco Petrarca y su continuación, el Corso Sclopis, y continúa a lo largo del curso del río Po y del Corso Unità d'Italia hacia Moncalieri. Tiene una extensión de 421 000 m² y, según la clasificación de 2014 de TripAdvisor, es el parque italiano más valorado por los turistas.

## Historia
Es el parque más conocido de la capital piamontesa, el segundo más extenso tras el Parco della Pellerina y uno de los símbolos históricos de la ciudad.
El origen del nombre es incierto, pero parece que se remonta a los primeros asentamientos romanos; según documentos del siglo XIII, aquí había una antiquísima capilla dedicada a San Valentín (176-273), que conservaba una parte de las reliquias del santo patrón de los enamorados traídas directamente de Terni. No está claro si la capilla posteriormente se deterioró o fue destruida, pero las reliquias fueron trasladadas a la vecina iglesia de San Vito, en la colina, al otro lado del río. La zona del Valentino fue habitada primero por los nobles Birago, que construyeron aquí una villa; posteriormente, Manuel Filiberto de Saboya compró toda la zona hacia mediados del siglo XVI.
Entre 1630 y 1660 se construyó el castillo homónimo, un imponente edificio obra de Carlo y Amedeo di Castellamonte, usado como residencia de verano de los Saboya. La zona pasó de simple parque fluvial del Po a tener una estructura organizada con jardines refinados, pero no fue hasta el siglo XIX cuando se iniciaron las verdaderas obras de modificación del pintoresco parque urbano, según el proyecto romántico del paisajista francés Barrillet-Dechamps.
Con ocasión de la Esposizione Generale Italiana de 1884, se construyó el característico Borgo Medievale en la parte meridional del parque, según el proyecto coordinado por Alfredo d'Andrade, apasionado de la arquitectura medieval. El Borgo reproduce estilos arquitectónicos inspirados en los castillos piamonteses y valdostanos de la Edad Media, con una gran cantidad de rocche visitables.
Mientras que el Borgo Medievale es utilizado actualmente para exposiciones y eventos artístico-culturales, en el parque se han realizado con el paso de los años numerosas exposiciones de flores (como FLOR 61, realizada en ocasión del centenario de la unificación italiana), de las cuales permanecen como recuerdo amplios parterres de flores, el «jardín rocoso» y el «jardín de montaña», con pequeñas cascadas, fuentes y pequeños cursos de agua.
Además del Borgo Medievale, el Parco del Valentino de Turín alberga otras obras de arte:
- fuente de Ceppi (1898), más conocida como de los Dodici Mesi («doce meses»), un imponente monumento de Carlo Ceppi constituido por un gran estanque de estilo rococó rodeado por doce estatuas que representan los doce meses del año;
- monumento al artillero (también conocido como Arco del Valentino o Arco di Trionfo), arco de triunfo situado en la entrada norte, en el inicio del Corso Vittorio Emanuele II/Ponte Umberto I, construido en 1930 según el proyecto de Pietro Canonica y dedicado al Arma de Artillería;[4]
- estatua ecuestre, situada en la plaza de entrada al recorrido floral, al lado de Torino Esposizioni, dedicada a Amadeo I (1845-1890), primer duque de Saboya-Aosta, monumento obra de Davide Calandra (1902);
- estatua de Massimo d'Azeglio, obra de Alfonso Balzico de 1873, situada en la esquina del Corso Massimo d'Azeglio con el Corso Vittorio Emanuele II;
- busto dedicado al químico, descubridor de la nitroglicerina, Ascanio Sobrero (1812-1888), obra de Carlo Felice Biscarra y Giorgio Ceragioli;
- busto (1920) dedicado al político Cesare Battisti (1875-1916), obra de Giuseppe Canavotto (1894-1940);
- busto dedicado al poeta Nino Costa (1886-1945), obra de Andrea Campi.

En los últimos años el parque ha sido renovado profundamente y es el destino, al atardecer, de muchos apasionados del jogging y la bicicleta.
Cerca de la entrada del Borgo Medievale existe una columna que marca las crecidas del río Po y el nivel de las aguas alcanzado en el interior del parque: la mayor fue la del 17 de octubre de 1839 (88 cm desde la tierra), seguida por la más reciente del 16 de octubre de 2000 (58 cm desde tierra).

## Galería de imágenes
| - El Borgo Medievale en el interior del Parco del Valentino. - Monumento all'Artigliere, en el Corso Vittorio (obra de Pietro Canonica, 1930). - Estatua de Cesare Battisti en el Valentino. - Iluminación del monumento a Massimo d'Azeglio, Parco del Valentino, 1961. - Iluminación del jardín rocoso, realizada por Guido Chiarelli para la Exposición Internacional de Turín (1961). - Imagen de la iluminación del jardín rocoso en 1961. - La naturaleza del parque. - La naturaleza del parque. - Quintino Sella, político del Risorgimento (obra de Cesare Reduzzi, 1894). - Una avenida del parque. - Patinaje en 1910. |